# Voilier de l'Indo-Pacifique
Istiophorus platypterus
Ne doit pas être confondu avec Espadon.
Espèce
Statut de conservation UICN

 VU  : Vulnérable
Le voilier de I'Indo-Pacifique (Istiophorus platypterus), aussi appelé espadon-voilier ou empereur éventail, est une espèce de poissons vivant dans les océans Indien et Pacifique. Il est de couleur bleu nuit, et possède des stries verticales sur les flancs. Il est considéré comme étant le plus rapide des poissons.

## Description

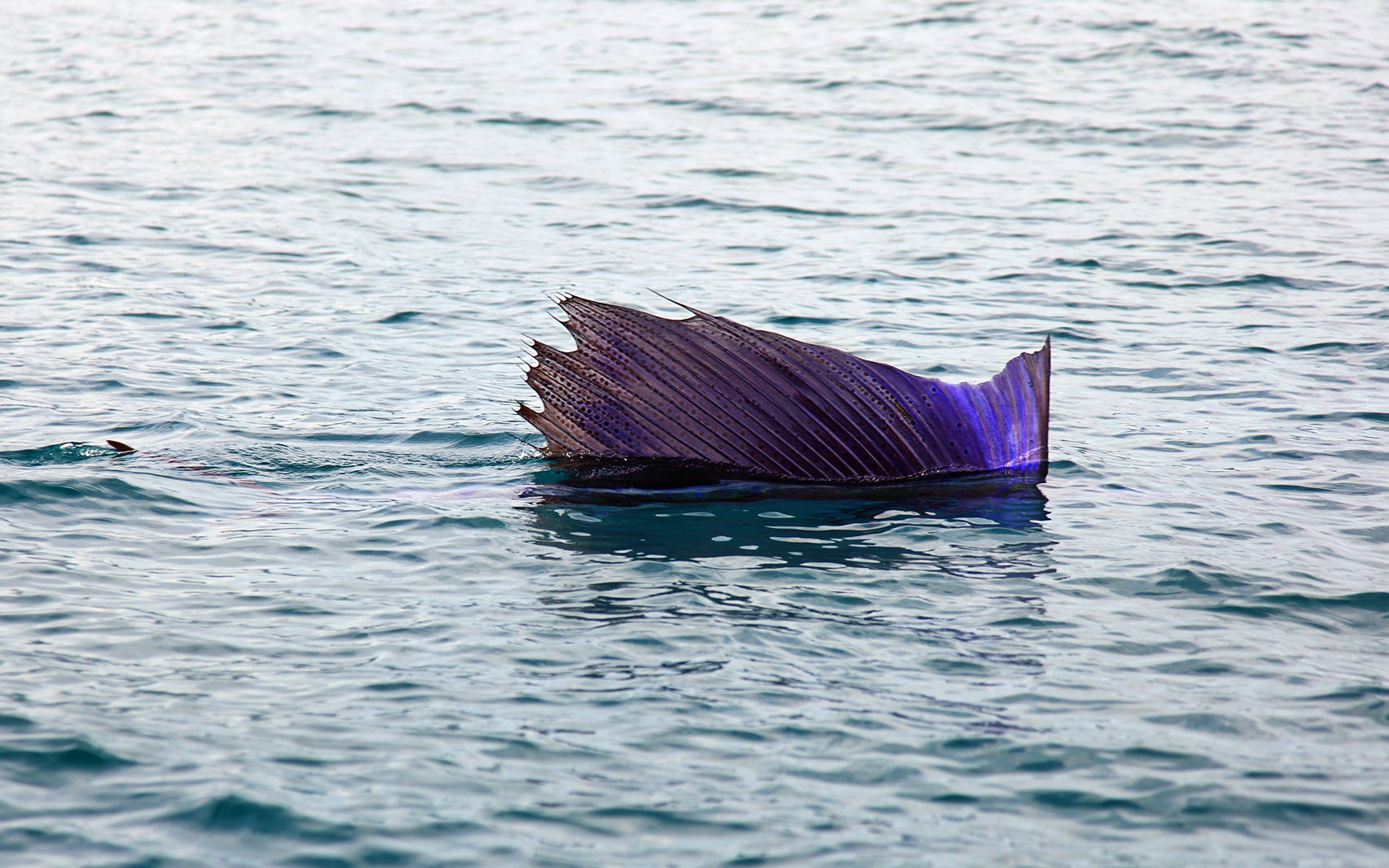
Exhibition de sa voile par un voilier de I'Indo-Pacifique.

Le voilier de I'Indo-Pacifique est bleu sombre sur le haut du corps, brun-bleu sur les côtés et blanc-argenté sur le ventre. Sa mâchoire supérieure est allongée et pointue.

### Taille et croissance
Une analyse des coupes transversales de la quatrième épine de la nageoire dorsale a été effectuée pour déterminer l'âge de voiliers du sud-est de la Floride, l'âge maximal relevé étant alors de sept ans. La même méthode a été appliquée aux voiliers au large de Taïwan et les résultats ont indiqué que la croissance différait de manière significative entre les sexes : les femelles grandissent plus rapidement et atteignaient des tailles plus importantes que les mâles. L'âge maximum était de onze ans pour les mâles et de douze ans pour les femelles. La tailles maximales étaient respectivement de 232 cm et 221 cm.
Les voiliers grandissent rapidement, atteignant 100 cm à l'âge de deux ans,. La longévité est estimée à treize ans et la maturité sexuelle à 2,5 ans,,.
Les voiliers de I'Indo-Pacifique sont plus gros dans le Pacifique que dans l'Atlantique. Le record de pêche sportive dans le Pacifique est un poisson de 100,24 kg capturé au large de l'île de Santa Cruz, en Équateur, en 1947, alors que le plus grand voilier pêché dans l'Atlantique, capturé au large de Lobito, en Angola, en 2014, ne pesait que 64,6 kg. La longueur des individus capturés par les palangriers thoniers commerciaux dans l'Atlantique varie entre 125 et 210 cm environ (le plus souvent entre 150 et 195 cm). Les voiliers capturés par des filets dérivants au large de Taïwan avaient une longueur comprise entre 80 et 289 cm pour les femelles, et entre 78 et 227 cm pour les mâles,.
La taille plus importante des femelles constitue le seul dimorphisme sexuel.

## Écologie et comportement
Les voiliers sont souvent regroupés en bancs peu denses sur de larges zones, mais peuvent parfois former des groupes plus serrés de 3 à 30 individus. Ils se regroupent probablement par taille. Ils effectuent des migrations de frai dans le Pacifique.
Le voilier est considéré comme le plus rapide des poissons. Il a été mesuré qu'il avait déroulé 91,4 m de ligne de pêche en 3 secondes[réf. nécessaire].

### Alimentation
Dans l'Atlantique, le voilier de I'Indo-Pacifique peut se retrouver en concurrence alimentaire avec d'autres istiophoridés, notamment le marlin blanc (en) et le marlin bleu, durant certaines saisons où leurs aires de répartition se chevauchent.
En Floride, le voilier de l'Indo-Pacifique se nourrit principalement de poissons pélagiques tels que la thonine commune, les hémiramphidés, les sabres, les aiguilles de mer, les sardines, les carangues ainsi que les argonautes et les calamars. Au Mexique, une étude menée au large de la côte de Mazatlán a relevé la présence de restes d'encornets géants dans 67% des voiliers étudiés, d'argonautes dans 58% des cas, de balistes dans 40% et d'auxis (en) dans 14%. Au large du nord-est du Brésil, une étude menée sur 101 voiliers a conclu que la grande castagnole et l'encornet oiseau (en) constituaient à eux deux 47% du régime alimentaire des poissons échantillonnés. A l'est de Taïwan, les contenus stomacaux ont indiqué que les voiliers étaient des prédateurs généralistes se nourrissant principalement de poissons épipélagiques, en particulier le bonitou (Auxis rochei (en)). Les principales catégories de proies du voilier dans l'océan Indien sont les poissons (81%), les crabes (31%) et les calmars (25%). Dans l'est de la mer d'Arabie, le régime alimentaire est dominé par les poissons (poissons volants, auxis (en), escoliers serpent et carangues) en termes de masse et de fréquence d'occurrence, mais par les calmars en termes de nombre.
Les voiliers se nourrissent également d'organismes vivant sur le fond, notamment de grondins, de céphalopodes et de gastéropodes.

### Reproduction

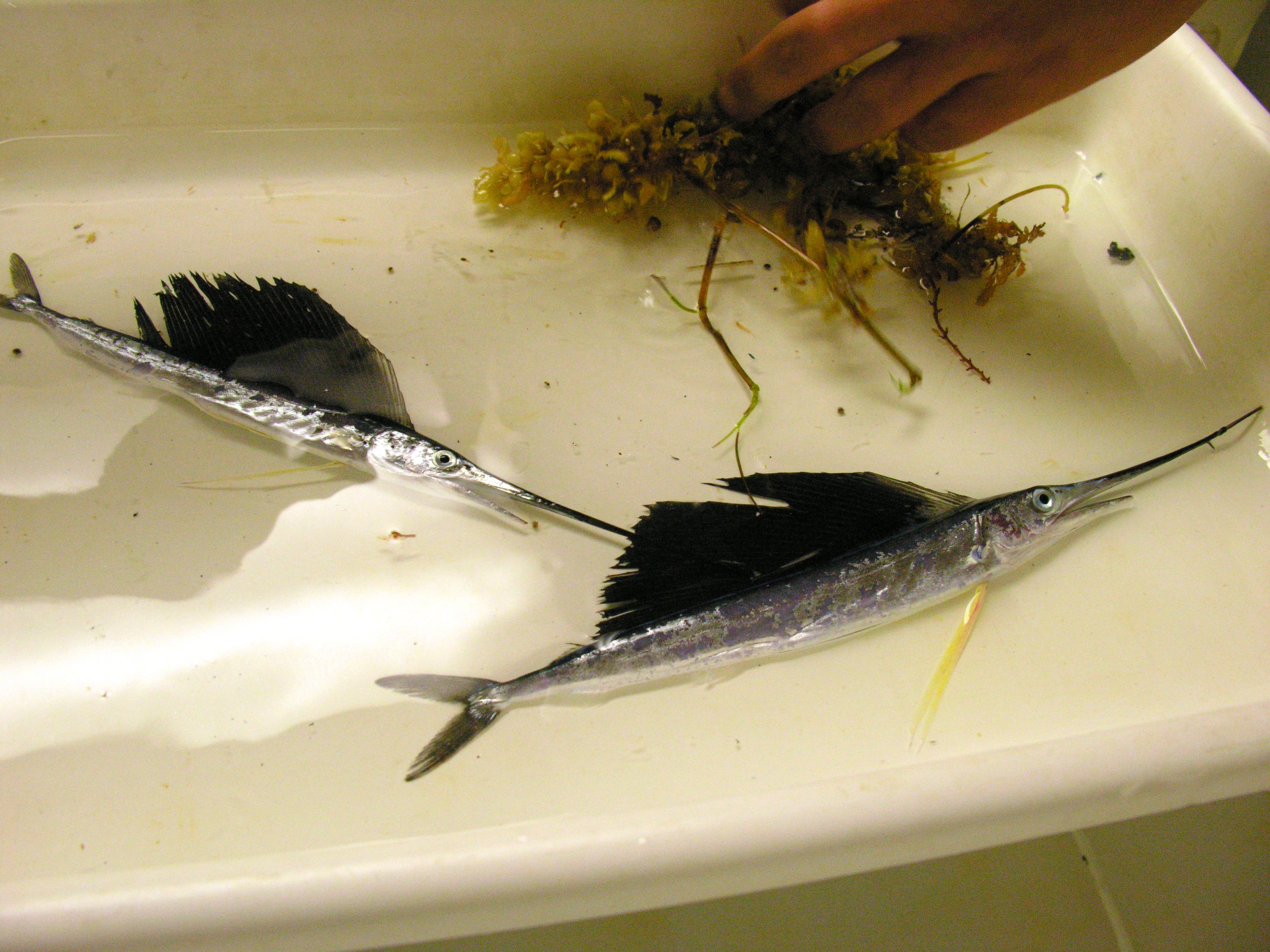
Voiliers de I'Indo-Pacifique juvéniles.

Les voiliers semblent frayer tout au long de l'année dans les eaux tropicales et subtropicales du Pacifique, le pic de frai se produisant pendant les saisons estivales locales.
Autour de la Floride, aux États-Unis, les voiliers fraient dans les eaux peu profondes pendant l'été, les femelles nageant alors avec leurs nageoires dorsales déployées et accompagnées chacune d'un ou plusieurs mâles,. Le frai a également lieu dans les eaux du large à plus de 180 m de profondeur au sud de Cuba et au nord de la Caroline, aux États-Unis, d'avril à septembre. Dans l'Atlantique est, le frai a été observé dans les eaux du plateau ouest-africain tout au long de l'année. Au large de la côte du sud-est du Mexique, le frai atteint son maximum en septembre/octobre et la taille à la maturité sexuelle est de 150,2 cm.
Les femelles pondent 1 710 000 (± 600 000) œufs par frai, et jusqu'à 4,8 millions sur une saison de frai. Le nombre d'œufs pondus augmente fortement avec la taille de la femelle,,,,.

### Parasites
Comme les autres grands poissons pélagiques, le voilier de l'Indo-Pacifique peut être parasité par les copépodes du genre Pennella (en).

## Répartition et habitat

### Habitat
Istiophorus platypterus est un poisson pélagique, vivant essentiellement au large entre la surface et 10 m de profondeur dans des eaux comprises entre 21°C et 28°C. Toutefois, il lui arrive de descendre à plus de 100 m, un voilier a par exemple plongé à plus de 500 m de profondeur au large des côtes brésiliennes. C'est l'espèce la moins océanique parmi les istiophoridés, on le rencontre en effet régulièrement proche des côtes et des îles.

### Répartition
Istiophorus platypterus est un poisson à la répartition large, peuplant les océans Pacifique, Atlantique et Indien entre les latitudes de 40° nord et sud, ainsi que la mer Méditerranée et la mer Rouge. Il est plus fréquent dans les eaux chaudes le long du Gulf stream.
Dans l'Atlantique ouest, il se concentre notamment dans la mer des Caraïbes, le golfe du Mexique et proche des côtes de la Floride. La distribution le long de la côte est des États-Unis semble être influencée par les conditions météorologiques (vent) et par la température de l'eau : pendant l'été, les voiliers se migrent vers le nord avec l'augmentation de la température de l'eau, puis sont repoussés vers le sud par la diminution des températures et les vents du nord pour se rassembler en bancs au large des côtes de la Floride.
Dans l'Atlantique est, le courant des Canaries et le contre-courant équatorial sont responsables de l'agrégation des populations au large de l'Afrique de l'Ouest. Au printemps, la population de cette zone se déplace vers le nord le long de la côte et semble revenir vers le sud en automne, en suivant l'isotherme 28 °C : la période de forte densité de voiliers au large de la Côte d'Ivoire coïncide avec la période de température maximale de l'eau de surface, autour de 28 °C.
Istiophorus platypterus est sporadiquement observé en Méditerranée. Il ne s'agit cependant pas d'une espèce lessepsienne, des individus y ayant déjà été pêchés avant l'ouverture du canal de Suez.

## Le voilier de l'Indo-Pacifique et l'homme

### Pêche

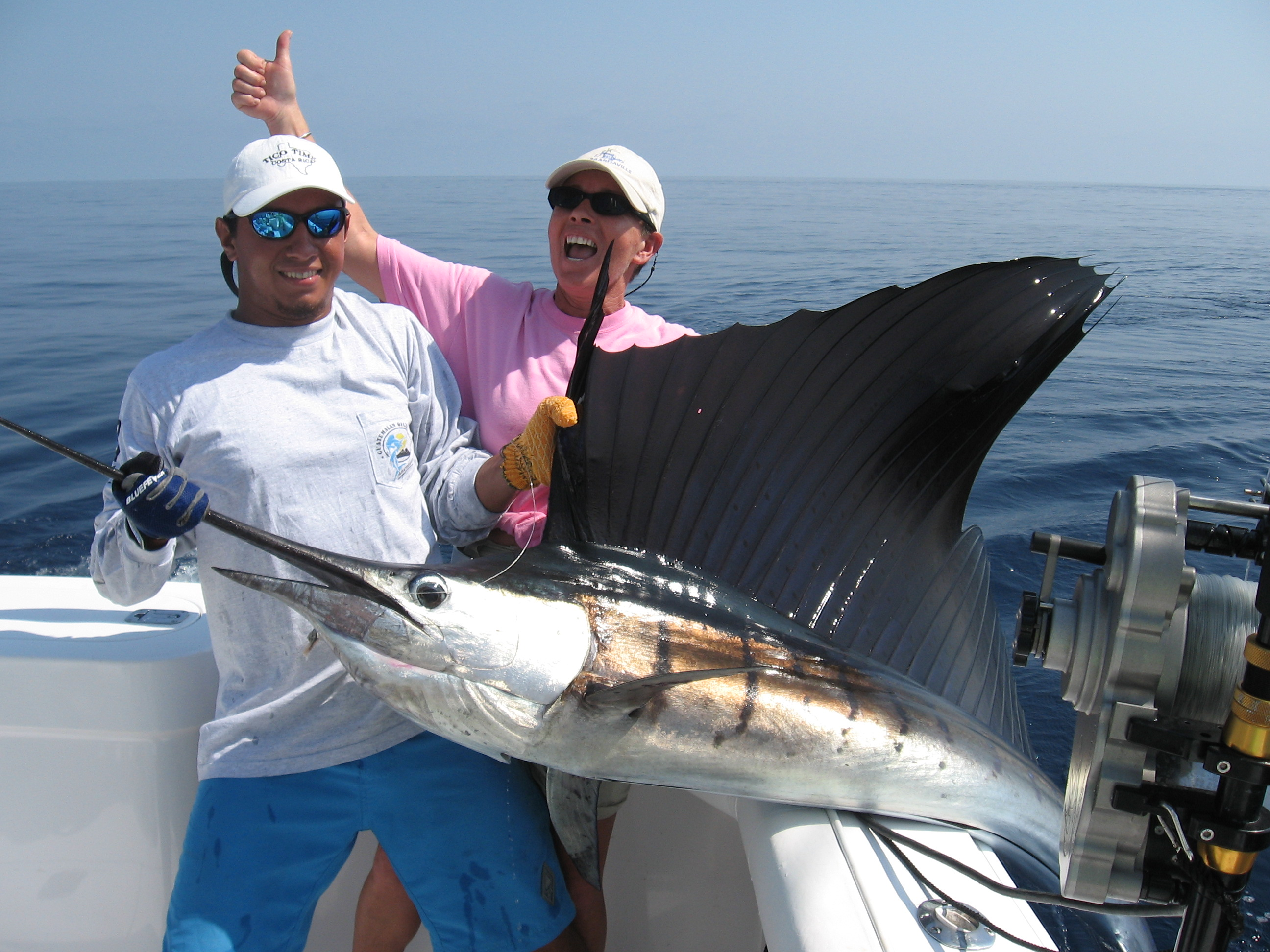
Des pêcheurs sportifs avec un voilier de l'Indo-Pacifique au Costa-Rica.

C'est un des poissons les plus recherchés par les pêcheurs sportifs en haute mer.
Les Américains pratiquent la pêche sportive du voilier presque toute l'année dans le détroit de Floride et le sud du golfe du Mexique, et ce type de pêche se répand de plus en plus dans l'ensemble de la mer des Caraïbes. Les États-Unis comptent plus de 230 000 pêcheurs d'istiophoridés. Les pêcheurs d'istiophoridés sont également parmi les plus dépensiers en pêche sportive, avec une estimation de 180 millions de dollars de dépenses par les pêcheurs de tournois de pêche d'istiophoridés pour la seule année 1989.

### Menaces
Dans l'Atlantique, le voilier est principalement ciblé par les pêches artisanale et sportive côtières, mais il est également capturé en tant que prise accessoire par les palangres, les sennes coulissantes, les chaluts et les filets maillants.
Dans l'océan Pacifique, les voiliers sont principalement capturés par la pêche thonière industrielle à la palangre (principalement en Chine, à Taïwan, au Japon et en Corée), les petites palangres ciblant le thon et d'autres espèces, et en particulier celles opérant au large de l'Amérique centrale, et les pêches artisanale et sportive d'Amérique centrale et d'Amérique du Sud. Occasionnellement, l'espèce y est également capturée par les sennes coulissantes ciblant les thons tropicaux, en particulier dans les régions côtières.
Dans l'océan Indien, environ 70 % des captures sont dues aux filets maillants et 21 % sont dues à la pêche à la traîne et aux lignes à main.
Bien qu'il n'y ait pas suffisamment d'informations disponibles pour évaluer l'impact de la pêche sur les populations de l'espèce, l'augmentation récente des prises par la pêche côtière au filet maillant est très préoccupante. Les prises de 2017 (34 891 t) dépassent largement la limite de capture (25 000 t) prescrite par la Commission des thons de l'océan Indien.